# Scottish League Two 2022-2023
La Scottish League Two 2022-2023 è stata la 29ª edizione del torneo e ha rappresentato la quarta categoria del calcio scozzese.
L'ultima squadra disputa uno spareggio a doppio giro contro i vincitori dello spareggio Pyramid tra i campioni della Highland League e della Lowland League, per determinare quale squadra parteciperà nella League Two nella stagione 2023-24.

## Squadre partecipanti
| Squadra         | Città         | Stadio                     | Posizione 2020-2021                                               |
| --------------- | ------------- | -------------------------- | ----------------------------------------------------------------- |
| Albion Rovers   | Coatbridge    | Cliftonhill Stadium        | 8º posto                                                          |
| Annan Athletic  | Annan         | Galabank Stadium           | 3º posto                                                          |
| Bonnyrigg Rose  | Bonnyrigg     | New Dundas Park            | 1º posto in Lowland Football League 2021-2022, vincitore play-off |
| Dumbarton       | Dumbarton     | Dumbarton Football Stadium | 9º posto in Scottish League One 2021-2022, perdente play-out      |
| East Fife       | Methil        | Bayview Stadium            | 10º posto in Scottish League One 2021-2022                        |
| Elgin City      | Elgin         | Borough Briggs             | 9º posto                                                          |
| Forfar Athletic | Forfar        | Station Park               | 2º posto                                                          |
| Stenhousemuir   | Stenhousemuir | Ochilview Park             | 5º posto                                                          |
| Stirling Albion | Stirling      | Forthbank Stadium          | 7º posto                                                          |
| Stranraer       | Stranraer     | Stair Park                 | 6º posto                                                          |

## Classifica finale
|  | Pos. | Squadra         | Pt | G  | V  | N  | P  | GF | GS | DR  |
|  | ---- | --------------- | -- | -- | -- | -- | -- | -- | -- | --- |
|  | 1.   | Stirling Albion | 73 | 36 | 21 | 10 | 5  | 67 | 37 | +30 |
|  | 2.   | Dumbarton       | 62 | 36 | 18 | 8  | 10 | 49 | 39 | +10 |
|  | 3.   | Annan Athletic  | 51 | 36 | 14 | 9  | 13 | 61 | 51 | +10 |
|  | 4.   | East Fife       | 50 | 36 | 14 | 8  | 14 | 54 | 50 | +4  |
|  | 5.   | Forfar Athletic | 48 | 36 | 13 | 9  | 14 | 37 | 43 | −6  |
|  | 6.   | Stenhousemuir   | 47 | 36 | 12 | 11 | 13 | 51 | 55 | −4  |
|  | 7.   | Stranraer       | 45 | 36 | 12 | 9  | 15 | 43 | 57 | −14 |
|  | 8.   | Bonnyrigg Rose  | 42 | 36 | 11 | 9  | 16 | 36 | 47 | −11 |
|  | 9.   | Elgin City      | 40 | 36 | 11 | 7  | 18 | 44 | 62 | −18 |
|  | 10.  | Albion Rovers   | 39 | 36 | 11 | 6  | 19 | 47 | 48 | −1  |

Legenda:

      Campione di League Two e promossa in League One
      Ammesse ai play-off per la League One
      Ammessa ai play-out
Note:

Tre punti a vittoria, uno a pareggio, zero a sconfitta.

## Play-off
Ai play-off partecipano la 2ª, 3ª e 4ª classificata della League Two (Dumbarton, Annan Athletic, East Fife) e la 9ª classificata della League One 2022-2023 (Clyde).

### Semifinali
| Squadra 1      | Totale | Squadra 2 | Andata | Ritorno |
| -------------- | ------ | --------- | ------ | ------- |
| Annan Athletic | 6 – 0  | Dumbarton | 6 – 0  | 0 – 0   |
| East Fife      | 1 – 2  | Clyde     | 0 – 1  | 1 – 1   |

### Finale
| Squadra 1      | Totale | Squadra 2 | Andata | Ritorno |
| -------------- | ------ | --------- | ------ | ------- |
| Annan Athletic | 5 – 2  | Clyde     | 3 – 1  | 2 – 1   |

## Play-out
Ai play-out partecipano la 10ª classificata della League Two (Albion Rovers), il campione della Highland Football League 2022-2023 (Brechin City) e il campione della Lowland Football League 2022-2023 (Spartans).

### Semifinale
| Squadra 1 | Totale             | Squadra 2    | Andata | Ritorno |
| --------- | ------------------ | ------------ | ------ | ------- |
| Spartans  | 3 – 3 (4-3 d.c.r.) | Brechin City | 1 – 0  | 2 – 3   |

### Finale
| Squadra 1 | Totale | Squadra 2     | Andata | Ritorno |
| --------- | ------ | ------------- | ------ | ------- |
| Spartans  | 2 – 1  | Albion Rovers | 1 – 1  | 1 – 0   |